# Spitting Feathers
Spitting Feathers — сборник би-сайдов Тома Йорка, лидера английской рок-группы Radiohead, выпущенный XL Recordings в Японии 22 ноября 2006. Композиции первоначально появились в виниловой и CD-версии синглов «Harrowdown Hill» и «Analyse» с альбома The Eraser.

## Список композиций
1. «The Drunkk Machine» — 4:07
2. «A Rat’s Nest» — 3:35
3. «Jetstream» — 3:44
4. «Harrowdown Hill» (Extended Mix) — 7:01
5. «Iluvya» — 2:59
6. «Harrowdown Hill» (видео)